# 桐山桂奈
桐山 桂奈（きりやま けいな）は、日本の女優である。東京都出身。158cm。

## 略歴
初舞台で初主演を務めた後、新国立劇場での公演にアンサンブル出演、梅田芸術劇場で行われた音楽劇にてソロ歌唱パートを担当、旺季志ずか（吉本坂46）作・演出ミュージカルで主演を務めた。
近年は映像作品を主として活動を行っており、2020年から2021年にかけ催された奈良橋陽子WSに、数多の応募者から選出され直々にアクティングを学ぶ。

## 出演

### 映画
- English Breakfast（2016年、NCW）- ヒロイン 役
- サバイバルファミリー（2017年、東宝 ） - 駅でバスを尋ねる女子高生
- 母との秘密（2017年、ダブ）- 主演・美咲 役
- NO LINE（2018年、PILOT FILM ） - ヒロイン・MAY 役[5][6]
- UNZARI（2020年、Camélia Gadhgadhi監督）- 主演・HARUNA 役
- 河童子のひろしくん（2021年、佐藤考哲監督）- ヒロイン 役
- 憂い夏、錆びて（2024年、嶋田萌花監督）- 琥珀 役

### CM
- 西友「値上げない」（2015年）- 店員役
- ドミノ・ピザ「ドミノの感謝祭」（2017年）- 販売員役
- Gulliver「ガリバーフリマ」（2017年）- カップル役
- 楽天Edy「オートチャージ」（2018年）- レジ係役
- アクアクララ「巻き戻し〈ペットボトル篇〉」（2018年）[7] - 主役
- TOYOTA「クルマと私」（2018年）- 助手席の友人役
- Lavazza Professional「Flavia」（2019年）- サブキャスト
- 中央クリニックグループ「Life」（2020年）- 主役
- 栃木県農政部農村振興課「とちぎの農村めぐり〈秋篇〉」（2020年）- 主役
- 栃木県農政部農村振興課「とちぎの農村めぐり〈冬篇〉」（2021年）[8] - 主役
- FUJITSU「B.League メッセージムービー」（2021年）- メインキャスト
- 荒野行動「ハロウィン ホームパーティ篇」（2021年）- 妻役
- 荒野行動「ハロウィン 病院篇」（2021年）- 妻役
- 荒野行動「10分で篇」（2021年）- 彼女役
- 荒野行動「4周年 バースデーケーキ篇」（2021年）- 彼女役
- 荒野行動「4周年 森の中篇」（2021年）- 天使役
- 荒野行動「クリスマス篇」（2021年）- 彼女役
- 荒野行動「シンデレラ篇」（2022年）- シンデレラ役
- 荒野行動「スーパーカー篇」（2022年）- 彼女役
- 荒野行動「呪術廻戦コラボ篇」（2023年）- 呪術師のたまご役
- Arena Breakout「優秀な社員 篇」「刑事篇」（2024年）- メインキャスト

### 舞台
- ANTITHESE（2014年、ヨリコジュン演出）- 主演・仲如守亡 役
- ズボン船長（2015年、角野栄子原作）- 海賊の女 役
- 星の王子さま（2015年、あうるすぽっと）- アリス 役
- 生きて、（2016年、ヒロト演出）- ヒロイン・美音 役
- 日本国 横浜 お浜様（2017年、神奈川県青少年センター）- メインキャラクター・ユズ 役[9]
- Yokohama Music Revue（2017年、ラゾーナ川崎）- 主演・サキ 役
- フラガール（2018年、羽原大介演出）- 秋子 役[10]
- 天の河伝説（2018年、壱岐の島ホール、旺季志ずか演出）- 主演・八葉 役
- 風の中の人々（2022年、下北沢シアター711、奥津裕也演出）- 主演・チカ 役
- をんな善哉（2022年、小劇場楽園、鈴木聡作、一宮周平演出）- 直美 役
- 真冬のカーニバル（2022年、築地本願寺ブディストホール、倉本朋幸演出）- 松田さな 役

### テレビ番組
- アメトーーク!（2015年、波風立たせたくない芸人、ずん飯尾篇）- カップルの女 役
- アメトーーク!（2017年、夏サイコー芸人、スピードワゴン小沢篇）- セカオザの仲間 役
- 最恐映像ノンストップ6[11]（2018年、テレビ東京）- 心霊住宅 住民D 役

### ダンサーとして
- 第63回NHK紅白歌合戦（2012年、NHKホール）- ももいろクローバーZ × 細川たかし バックダンサー
- BIG CHIC（2014年、Zepp Tokyo）
- MV「カラフルカラフル（2016年、東京カランコロン、avex）」- 水色 役[12]
- CM「グリーンアテンダント〈踊るGA篇〉（2020年、JR東日本）」- GA 役[13]